# Антоновцы (Тернопольская область)
Антоновцы (укр. Антонівці) — село в Шумской городской общине Кременецкого района Тернопольской области Украины.
Население по переписи 2001 года составляло 25 человек. Почтовый индекс — 47112. Телефонный код — 3558.

## История
Осенью 1942 года село и его окрестности (так называемые Антоновицкие леса) составляли один из крупнейших центров вооружённого украинского подполья: штабной район УПА «Энея» под командованием Ивана Климишина и бандеровцев-мельниковцев (ОУН-М во главе с Андреем Мельником) и бульбалистов (вооружённая группировка Макса Боровца «Тарас Бульба» — ОУН-Б). В июне 1943 года украинские группировки напали на безоружное польское население, убивая мужчин, женщин и детей. Были сожжены окружающие польские поселения: Даниловка, Городское-Гутиско, Гутиско-Песочно, Гутиско-Стоецкое, Херби, Гута-Антоновецкая, Гута Майданская, Гута Старая, Каменная Гора, Мосты, Песочня, Майдан Антоновецкий, Рудня Антоновецкая и другие. После этой акции большинство выживших поляков бежало, а остальные сформировали первые польские отряды самообороны и несколько партизанских отрядов. В 1944 году размещённые войска УПА были уничтожены немецкой армией, а село было почти полностью разрушено.
За активную поддержку и участие в ОУН-УПА осенью 1946 г. жители села были подвергнуты «добровольному переселению» в восточные области УССР, в частности 170 семей были переселены в сёла Раздол и Приветное Запорожской области. 2 июля 1952 Указом ПВС УССР были ликвидированы Антонивецкий сельсовет и село Антоновцы. В 1990 г. указом ПВС УССР село Антоновцы восстановлено.
До 2020 года входило в Шумский район.